# Клаус Мерк
Клаус Мерк (нім. Klaus Merk; нар. 26 квітня 1967, Аугсбург, ФРН) — німецький хокеїст, воротар. 9 липня 2004 включений до Залу хокейної слави Німеччини. Одружений, має доньку, живе недалеко від Аугсбурга.

## Ігрова кар'єра
Клаус вихованець місцевого хокейного клубу «Аугсбург», який виступав у другій Бундеслізі. У сезоні 1985/86, він уклав свій перший професійний контракт з клубом «Розенгайм». З 1987 по 1998 роки воротар виступав у складі БСК «Пройзен», а плей-оф у 1998 році провів за клуб «Адлер Мангейм» та став чемпіоном Німеччини.
Наступні два сезони 1998/99 та 1999/2000, Клаус виступаєу складі рідного клубу «Аугсбург Пантерс». Влітку 2000 року уклав дворічний контракт із столичним клубом «Айсберен Берлін», де і завершив кар'єру гравця у віці 35 років.

## Виступи за збірну
У складі національної збірної відіграв у 124 матчах, брав участь у чемпіонатах світу 1990, 1991, 1992, 1993, 1994, 1995, 1996 та 1999, а також Кубку світу з хокею 1996 року та зимових Олімпійських іграх 1994 та 1998 років.

## Тренерська кар'єра
З 1 липня 2005 по 26 березня 2010 року, помічник головного тренера національної збірної Німеччини.

## Нагороди та досягнення
- 1984 увійшов до Команди усіх зірок на юнацькому чемпіонаті Європи з хокею із шайбою
- 1998 чемпіон Німеччини у складі «Адлер Мангейм»